# Suctobelba granulata
Suctobelba granulata är en kvalsterart som beskrevs av Thomas van der Hammen 1952. Suctobelba granulata ingår i släktet Suctobelba och familjen Suctobelbidae. Inga underarter finns listade i Catalogue of Life.